# Akbıyıklı, Çiçekdağı
Akbıyıklı là một xã thuộc huyện Çiçekdağı, tỉnh Kırşehir, Thổ Nhĩ Kỳ. Dân số thời điểm năm 2010 là 89 người.